# گیلبرتو
گیلبرتو (انگلیسی: Gilberto؛ زادهٔ ۷ مارس ۱۹۹۳) یک بازیکن فوتبال اهل برزیل است.
از باشگاه‌هایی که در آن بازی کرده‌است می‌توان به هلاس ورونا، باشگاه ورزشی اینترناسیونال، فیورنتینا و بوتافوگو اشاره کرد.
وی همچنین در تیم ملی فوتبال زیر ۲۰ سال برزیل بازی کرده است.
وی در مسابقات کشوری و بین‌المللی در مجموع برندهٔ ۱ مدال برنز شده‌است.